# Батсвил (Њу Џерзи)
Батсвил (енгл. Buttzville) насељено је место без административног статуса у америчкој савезној држави Њу Џерзи.

## Демографија
По попису из 2010. године број становника је 146.
| Група             | 2000.    | 2010.       |
| Белци             | 0 (0,0%) | 137 (93,8%) |
| Афроамериканци    | 0 (0,0%) | 0 (0,0%)    |
| Азијати           | 0 (0,0%) | 0 (0,0%)    |
| Хиспаноамериканци | 0 (0,0%) | 9 (6,2%)    |
| Укупно            | 0        | 146         |